# 薛百镇
薛百镇，是中华人民共和国甘肃省武威市民勤县下辖的一个乡镇级行政单位。
2015年，甘肃省民政厅批复同意撤销薛百乡，设立薛百镇。

## 行政区划
薛百镇下辖以下地区：
河东村、上新村、宋和村、更名村、五新村、薛百村、长城村、双楼村、张坝村、茂林村、张麻村、何大村、治沙站生活区、石羊河林业总场葡萄产业中心生活区、石羊河林业总场防风林实验站和石羊河林业总场小坝口分场。